# Erik Ljungberg (industriman)

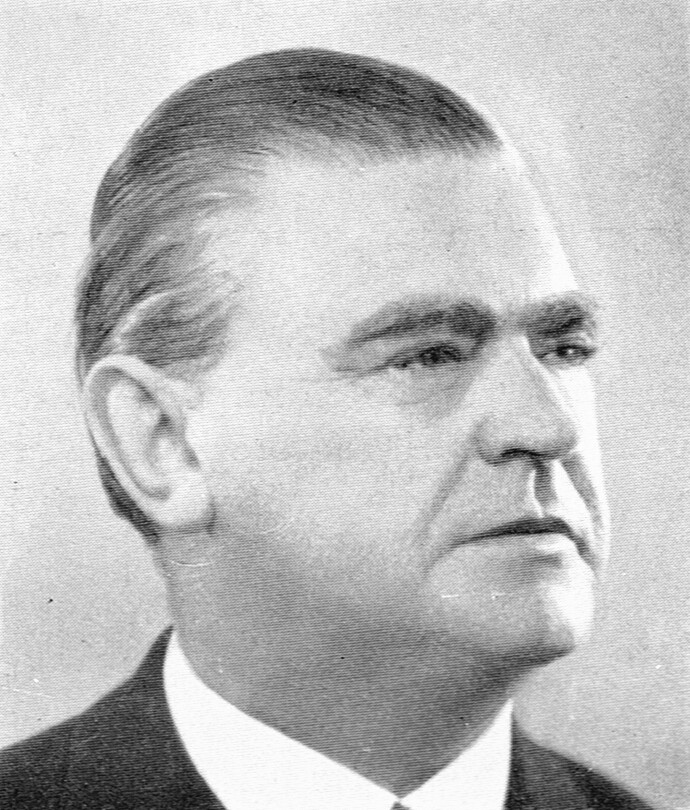
Erik Ljungberg.

Karl Gustaf Erik Ljungberg, född 1 juni 1884 i Stockholm, död där 18 mars 1958, var en svensk affärsman.

## Biografi
Erik Ljungberg var fosterson till lokföraren Oskar Magnus Ljungberg. Han blev elev vid Gotlands järnväg 1900 och var 1908–1912 delägare i handelsfirman Ljungberg & Bergh i Stockholm. 1909 blev han VD för AB Certus, var 1911–1912 VD för Golfmassefabriken Certus, Erik Ljungberg och 1913–1919 för Ljungbergs handels & fabriks AB. 1918–1920 var Ljungberg ledamot av styrelsen för AB Feronia, från 1920 VD för Ljungbergs handelsbolag, 1924–1927 konsul och 1927–1947 generalkonsul för Panama i Stockholm. Han var även under en tid representant för olika svenska företag i New York. 
År 1929 blev Ljungberg VD för Ljungbergs fastighets AB vilket blev en av hans mer lönsamma affärer, och gav honom den ekonomiska möjligheten att bli den drivande kraften bakom att grunda det svenska skivbolaget Sonora 1932. Som medarbetare hade han sin bror Iwar Ljungberg som blev bolagets disponent och Helge Roundquist som blev kamrer och inspelningschef. Erik Ljungberg själv blev VD för företaget. Sedan man 1934 börjat ge ut noter grundades även Sonoras musikförlags AB där Erik Ljungberg också var VD. Ljungberg startade även 1939 Sonoras filmbyrå.
Erik Ljungberg var även en skicklig ryttare och ägde ett kapplöpningstall vid Ulriksdal med flera framstående hästar. Erik Ljungberg var även ägare till en betydande konstsamling. Vid sin död donerade han sina efterlämnade tillgångar för instiftandet av en fond för medellösa ynglingar födda i Visby.